# 南昇龙
南昇龙（韓語：남승룡，1912年11月23日—2001年2月20日），韩国男子田径运动员。他曾代表日本参加1932年和1936年夏季奥林匹克运动会田径比赛，其中1936年奥运会获得男子马拉松铜牌。